# Пуна (аэропорт)
Международный аэропорт Пуна (хинди पुणे आंतरराष्ट्रीय विमानतळ, लोहगाव) (ИАТА: PNQ, ИКАО: VAPO) — аэропорт, расположенный в 10 км к северо-востоку от города Пуна в штате Махараштра, Индия. Оператором аэропорта является государственная структура Airports Authority of India, взлётно-посадочную полосу аэропорт делит с авиабазой Lohegaon Air Base. 
Аэродром аэропорта Пуны является совместного базирования с ВВС Индии, поэтому периодически возникают трения между гражданскими и военными властями относительно ночных рейсов.

## История
Аэродром был построен в 1939 году для обеспечения воздушной безопасности в городе Бомбей. Во время Второй мировой войны аэропорт был базой для самолётов De Havilland Mosquito, Vickers Wellington и Supermarine Spitfire. В мае 1947 года военно-воздушные силы Королевских ВВС взяли на себя ответственность за аэродром. 
Аэропорт Пуна был объявлен таможенным аэропортом в январе 1997 года для экспорта указанных товаров. 
В 2005 году Air India начала осуществлять прямые рейсы из Пуны в Дубай, а рейсы Indian Airlines в Сингапур дали аэропорту международный статус.

## Развитие

### Пассажирское
На данный момент идёт строительство дополнительных терминалов, так как существующий терминал может обслуживать только 550 человек одновременно. После завершения строительства аэропорт сможет обслуживать более 1200 человек одновременно.
Также производится увеличение взлётно-посадочной полосы до 3,250 метров с текущей длины 2,600 метров.
После завершения реконструкции аэропорт сможет обслуживать более крупные самолеты, чем это возможно в настоящее время.

### Грузовой терминал
В будущем может начаться строительство грузового терминала. Международный грузовой терминал будет иметь жизненно важное значение, поскольку многие авиакомпании хотят совершать грузовые рейсы в Пуну.  Этот проект также поможет привлечь иностранных авиакомпаний для работы в Пуне. Например, Silk Air, дочерняя компания Singapore Airlines, хочет работать без пересадок из Сингапура в Пуну. Грузовой терминал будет иметь площадь 600 квадратных метров.

## Авиакомпании и назначения
На маршруте Lufthansa во Франкфурт используется Airbus A319 авиакомпании Privatair дальнемагистральной модификации. В этом самолёте весь салон оборудован под бизнес-класс.

### Внутренние рейсы
- Air India
  - оператор Indian Airlines (Дели, Гоа)
- IndiGo Airlines (Ахмедабад, Бангалор, Ченнай, Дели, Калькутта, Нагпур)
- Jet Airways (Бангалор, Ченнай, Дели, Хайдарабад, Калькутта, Мумбаи)
  - оператор Jet Lite (Ченнай, Дели, Хайдарабад)
- Kingfisher Airlines (Бангалор, Ченнай, Дели, Гоа, Джайпур, Мумбаи)
  - оператор Kingfisher Red (Хайдарабад, Индор, Джабалпур, Калькутта, Райпур)
- SpiceJet (Бангалор, Ченнай, Дели)

### Международные рейсы
- Air India
  - оператор Indian Airlines (Дубай)
- Lufthansa
  - оператор PrivatAir (Франкфурт)

## Транспорт
Основным наземным транспортом в аэропорту являются такси и авторикши. Существуют рейсовые автобусы в разные районы Пуны, а также аренда автомобилей. Планируется строительство ветки метро в аэропорт.